# Joe Hudepohl
Joseph Bernard Hudepohl dit Joe Hudepohl (né le 16 novembre 1974 à Cincinnati) est un ancien nageur américain spécialiste des épreuves de nage libre.
Il a remporté trois médailles olympiques au sein de relais, dont deux d'or. Diplômé de l'Université Stanford en 1997, Hudepohl réside actuellement à Tampa, en Floride, où il travaille dans la division Asset Management chez Goldman Sachs.

## Biographie
En 1991, Joe Hudepohl remporte ses premières médailles au niveau international. Lors des Championnats pan-pacifiques, il remporte la médaille d'argent du 200 m nage libre et la médaille d'or avec le relais 4 × 200 m nage libre. 
L'année suivante, il participe aux Jeux olympiques de Barcelone. Il y remporte une médaille d'or avec le relais 4 × 100 m nage libre ainsi qu’une médaille de bronze avec le relais 4 × 200 m nage libre. 
Lors des Championnats pan-pacifiques 1993, il remporte la médaille d'or avec le relais 4 × 100 m nage libre et conserve ce titre lors de l'édition 1995, record du monde à la clé. 
Lors des Jeux olympiques d'Atlanta en 1996, il est membre du relais 4 × 200 m qui remporte le titre olympique. 

## Palmarès

### Jeux olympiques
- Jeux olympiques de 1992 à Barcelone (Espagne)
  -  Médaille d'or au titre du relais 4 × 100 m nage libre.
  -  Médaille de bronze au titre du relais 4 × 200 m nage libre.

- Jeux olympiques de 1996 à Atlanta (États-Unis)
  -  Médaille d'or au titre du relais 4 × 200 m nage libre.

### Championnats pan-pacifiques
- Championnats pan-pacifiques 1991 à Edmonton (Canada) :
  -  Médaille d'or au titre du relais 4 × 200 m nage libre.
  -  Médaille d'argent du 200 m nage libre.

- Championnats pan-pacifiques 1993 à Kōbe (Japon) :
  -  Médaille d'or au titre du relais 4 × 100 m nage libre.
  -  Médaille d'argent du 50 m nage libre.

- Championnats pan-pacifiques 1995 à Atlanta (États-Unis) :
  -  Médaille d'or au titre du relais 4 × 100 m nage libre.